# Pilemostoma fastuosa
Pilemostoma fastuosa là một loài bọ cánh cứng trong họ Chrysomelidae. Loài này được Schaller miêu tả khoa học năm 1783.

## Hình ảnh

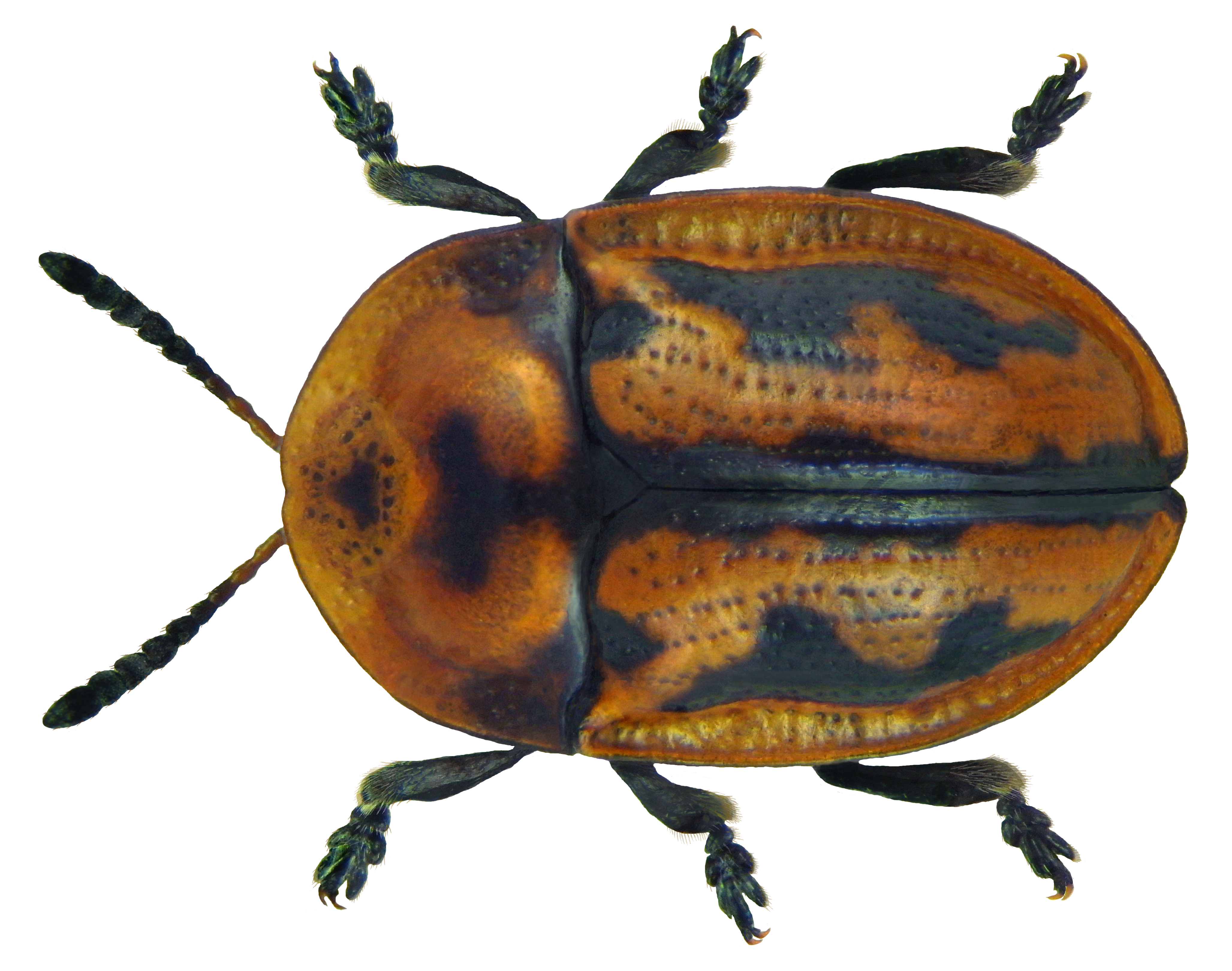